# Henry Makow
Henry Makow (nacido el 12 de noviembre de 1949 en Zürich, Suiza) es un escritor canadiense de origen judío e inventor del juego Escrúpulos, traducido en 5 lenguas y que vendió 7 millones de piezas en el mundo.[cita requerida]

## Teorías
En su libro Cruel Hoax: Feminism and the New World Order, Henry Makow hace una crítica del feminismo, al cual atribuye una voluntad de desestabilizar a la sociedad y su fundamento: la familia.
Su teoría, descrita en su sitio Web, es que existe una mano oculta, digitando los hilos que se mueven detrás de la historia moderna y que sigue una agenda secreta. La relaciona con la mayoría de los nombres terminados en -ismo: Sionismo, Comunismo, Liberalismo, Secularismo, Neoconservadurismo, Fascismo, Nazismo y Feminismo.
Postula también que la democracia actual es una farsa que sirve de sistema de control social sobre las masas populares. Los medios de comunicación represan la información y las corrientes de pensamiento, el entretenimiento popular distrae la audiencia de lo que realmente pasa y la degrada al mismo tiempo. Una fuerza oculta, proveniente de un cartel de banqueros de la ciudad de Londres (opinión compartida por Lyndon LaRouche) ejerce su influencia y poder en la sociedad a través de la masonería y pretende establecer una tiranía mundial para defender su monopolio del crédito (creación de la moneda). Uno de sus objetivos finales es la de la despoblación mundial y la esclavitud de la humanidad mental y espiritualmente, sino físicamente.
Denunció la existencia de redes de pedofilia en Canadá.

## Obras
- Ask Henry, Ace, 1963.
- (en inglés) A Long Way to go for a Date, Silas Green, 2000, ISBN 0968772501
- (en inglés) Cruel Hoax: Feminism and the New World Order, Silas Green, 2007, ISBN 096877251X
- Illuminati, The Cult That Hijacked the World, Silas Green; 2008, ISBN 1439211485
- Illuminati 2: Deceit and Seduction, Silas Green, 2010, ISBN 161577145X